# 布赖迪·基恩
布赖迪·基恩（英語：Bridie Kean，1987年2月27日—），澳大利亚女子篮球运动员。她曾代表澳大利亚参加2008年和2012年夏季残疾人奥林匹克运动会轮椅篮球比赛，获得一枚银牌和一枚铜牌。